# Gary Smith (calciatore)
Gary Neil Smith (Harlow, 3 dicembre 1968) è un allenatore di calcio ed ex calciatore inglese, di ruolo centrocampista.

## Carriera

### Giocatore
Calcisticamente cresciuto nel settore giovanile del Fulham, ha trascorso la sua carriera nelle serie inferiori del calcio inglese prima di ritirarsi nel 1997.

### Allenatore
Nel 2008 ha iniziato la sua carriera da allenatore nella Major League Soccer con i Colorado Rapids, rimanendovi fino alla scadenza del suo contratto nel 2011 e conquistando il campionato nel 2010.
Nel 2012 ha fatto ritorno in Inghilterra per portarsi alla guida dello Stevenage, ruolo che ha ricoperto per una sola stagione.
Dal 2015 al 2016 ha allenato gli Atlanta Silverbacks nella North American Soccer League, mentre nel 2018 è passato a Nashville.

## Statistiche
Statistiche da allenatore aggiornate al 29 novembre 2020.

### Statistiche da allenatore
| Stagione               | Squadra                | Campionato             | Campionato | Campionato | Campionato | Campionato | Coppe nazionali | Coppe nazionali | Coppe nazionali | Coppe nazionali | Coppe nazionali | Coppe continentali | Coppe continentali | Coppe continentali | Coppe continentali | Coppe continentali | Altre coppe | Altre coppe | Altre coppe | Altre coppe | Altre coppe | Totale | Totale | Totale | Totale | % Vittorie | Piazzamento |
| Stagione               | Squadra                | Comp                   | G          | V          | N          | P          | Comp            | G               | V               | N               | P               | Comp               | G                  | V                  | N                  | P                  | Comp        | G           | V           | N           | P           | G      | V      | N      | P      | %          | Piazzamento |
| ---------------------- | ---------------------- | ---------------------- | ---------- | ---------- | ---------- | ---------- | --------------- | --------------- | --------------- | --------------- | --------------- | ------------------ | ------------------ | ------------------ | ------------------ | ------------------ | ----------- | ----------- | ----------- | ----------- | ----------- | ------ | ------ | ------ | ------ | ---------- | ----------- |
| set.-ott. 2008         | Colorado Rapids        | MLS                    | 4          | 2          | 1          | 1          | USOC            | 0               | 0               | 0               | 0               | -                  | -                  | -                  | -                  | -                  | -           | -           | -           | -           | -           | 4      | 2      | 1      | 1      | 50,00      | Sub, 9°     |
| 2009                   | Colorado Rapids        | MLS                    | 30         | 10         | 10         | 10         | -               | -               | -               | -               | -               | -                  | -                  | -                  | -                  | -                  | -           | -           | -           | -           | -           | 30     | 10     | 10     | 10     | 33,33      | 9°          |
| 2010                   | Colorado Rapids        | MLS                    | 30+4       | 12+3       | 10         | 8+1        | USOC            | 1               | 0               | 0               | 1               | -                  | -                  | -                  | -                  | -                  | -           | -           | -           | -           | -           | 35     | 15     | 10     | 10     | 42,86      | 7°          |
| 2011                   | Colorado Rapids        | MLS                    | 34+3       | 12+1       | 13         | 9+2        | -               | -               | -               | -               | -               | CCL                | 6                  | 2                  | 1                  | 3                  | -           | -           | -           | -           | -           | 43     | 15     | 14     | 14     | 34,88      | 6°          |
| Totale Colorado Rapids | Totale Colorado Rapids | Totale Colorado Rapids | 98+7       | 36+4       | 34         | 28+3       |                 | 1               | 0               | 0               | 1               |                    | 6                  | 2                  | 1                  | 3                  |             | -           | -           | -           | -           | 112    | 42     | 35     | 35     | 37,50      |             |
| gen.-giu. 2012         | Stevenage              | FL1                    | 19+2       | 6          | 10+1       | 3+1        | FACup+CdL       | 3+0             | 1+0             | 1+0             | 1+0             | -                  | -                  | -                  | -                  | -                  | -           | -           | -           | -           | -           | 24     | 7      | 12     | 5      | 29,17      | Sub, 6°     |
| 2012-mar. 2013         | Stevenage              | FL1                    | 39         | 14         | 7          | 18         | FACup+CdL       | 1+2             | 0+1             | 0+0             | 1+1             | -                  | -                  | -                  | -                  | -                  | EFL         | 1           | 0           | 0           | 1           | 43     | 15     | 7      | 21     | 34,88      | Eson        |
| Totale Stevenage       | Totale Stevenage       | Totale Stevenage       | 58+2       | 20         | 17+1       | 21+1       |                 | 6               | 2               | 1               | 3               |                    | -                  | -                  | -                  | -                  |             | 1           | 0           | 0           | 1           | 67     | 22     | 19     | 26     | 32,84      |             |
| 2015                   | Atlanta Silverbacks    | NASL                   | 30         | 7          | 12         | 11         | USOC            | 2               | 1               | 0               | 1               | -                  | -                  | -                  | -                  | -                  | -           | -           | -           | -           | -           | 32     | 8      | 12     | 12     | 25,00      | 8°          |
| 2018                   | Nashville              | USL                    | 34+1       | 12         | 13+1       | 9          | USOC            | 4               | 3               | 0               | 1               | -                  | -                  | -                  | -                  | -                  | -           | -           | -           | -           | -           | 39     | 15     | 14     | 10     | 38,46      | 8°          |
| 2019                   | Nashville              | USL                    | 34+2       | 20+1       | 7          | 7+1        | USOC            | 2               | 1               | 0               | 1               | -                  | -                  | -                  | -                  | -                  | -           | -           | -           | -           | -           | 38     | 22     | 7      | 9      | 57,89      | 2°          |
| 2020                   | Nashville              | MLS                    | 23+3       | 8+2        | 8          | 7+1        | -               | -               | -               | -               | -               | -                  | -                  | -                  | -                  | -                  | -           | -           | -           | -           | -           | 26     | 10     | 8      | 8      | 38,46      | 14°         |
| 2021                   | Nashville              | MLS                    | 34+2       | 12+1       | 18+1       | 4          | -               | -               | -               | -               | -               | -                  | -                  | -                  | -                  | -                  | -           | -           | -           | -           | -           | 36     | 13     | 19     | 4      | 36,11      | 7°          |
| 2022                   | Nashville              | MLS                    | 34+1       | 13         | 11         | 10+1       | USOC            | 3               | 2               | 1               | 0               | -                  | -                  | -                  | -                  | -                  | LC          | 1           | 0           | 1           | 0           | 39     | 15     | 13     | 11     | 38,46      | 9°          |
| 2023                   | Nashville              | MLS                    | 34+2       | 13         | 10         | 11+2       | USOC            | 3               | 2               | 0               | 1               | -                  | -                  | -                  | -                  | -                  | LC          | 7           | 3           | 3           | 1           | 46     | 18     | 13     | 15     | 39,13      | 12°         |
| Totale Nashville       | Totale Nashville       | Totale Nashville       | 193+11     | 78+4       | 67+2       | 48+5       |                 | 12              | 8               | 1               | 3               |                    | -                  | -                  | -                  | -                  |             | 8           | 3           | 4           | 1           | 224    | 93     | 74     | 57     | 41,52      |             |
| Totale Carriera        | Totale Carriera        | Totale Carriera        | 399        | 149        | 133        | 117        |                 | 21              | 11              | 2               | 8               |                    | 6                  | 2                  | 1                  | 3                  |             | 9           | 3           | 4           | 2           | 435    | 165    | 140    | 130    | 37,93      |             |

## Palmarès
- Campionato MLS: 1

Colorado Rapids: 2010